# 노브랜드 (기업)
노브랜드(Nobland Co. Ltd.)는 GAP, H&M등을 OEM생산하는
디자인과 생산, 출하까지 담당하는 원스톱 서비스를 제공하는 제작사이다 2022년 IPO 앞두고 재무구조 개선∙설비 투자를 위해 사모펀드 마이다스PE로 부터 200억을 투자받은 바 있다

## 이마트 노브랜드와 상표권 분쟁
의류 등에 대한 이마트의 등록상표 ‘No Brand’가 의류업체 노브랜드(NOBLAND)에 의해 무효되었고, 이로 인해 이마트가 의류에는 ‘No Brand’를 상표로 사용할 수 없게 되었다

## 세무조사 및 추징
2023년 2월부터 5월까지 노브랜드와 해산된 지배기업 노블인더스트리가 국세청으로부터 2018년부터 2021년 회계연도 자료를 비정기 세무조사를 받았고 그 결과 추징금(약 30억원)은 지난해 당기순이익(293억원)의 10%를 차지하는 적잖은 규모인 약 30억원 규모로 추징 처분을 받았다

## 조세피난처 페이퍼컴퍼니 설립
김 회장은 영국령 버진아일랜드에 △제이드 크라운 그룹(2006년 9월)△윈 하베스트 컨설턴츠(2007년 10월)△아크랩 플래닝(2008년 4월) 등의 페이퍼컴퍼니를 설립했고 2003년 9월에는 영국령 채널제도 저지섬에 윈넷 홀딩스를 세워서 조세피난처 페이퍼컴퍼니를 이용했다는 의혹은 산 적이 있다

## 기타
노브랜드는 2023년 김기홍 회장의 개인회사 H.W.I 인터내셔널을 한화로 약 135억원 규모로 사들였는데 이는 상장 직전 대주주와 자금거래로 적잖은 유동성을 유출한 것도 보인다

## 상장
삼성증권을 주관사로 2023년 코스닥 상장예비심사를 통과했으며 공모가 14,000원에 2024년 5월 23일에 상장할 예정이다

## 같이 보기
- 한세실업
- 씨싸이트
- 태평양물산
- 영원무역

## 참고문헌
1. ↑  노브랜드, Nobland International Inc.
2. ↑  이경주, 노브랜드, 실익 챙긴 이마트와의 송사, 더벨, 2023-04-19
3. ↑  김성준, 사모펀드로부터 200억 투자받은 ‘노브랜드’, TN뉴스, 2020/03/02
4. ↑  김영두, ‘노브랜드’를 둘러싼 물밑 다툼, 지식재산뉴스, 2018.04.06
5. ↑  장하은·태기원, 국세청, 노브랜드 'M&A' 타깃 특별세무조사⋯김기홍 회장 일가 겨눌 듯, 아주경제, 2023-02-21
6. ↑  이경주, 노브랜드, 세무조사로 30억 추징...IPO 차질?, 매일경제, 2023.08.31
7. ↑  이동희, 조세피난처 유령회사 설립 김기홍은 누구, 뉴스1, 2013-06-13
8. ↑  이경주, 노브랜드, IPO 심사 장기화…세무조사 영향?, 탑데일리, 2023-08-14
9. ↑  고득관, 우리가 아는 ‘노브랜드’인줄 알았는데…상장한다는 노브랜드의 정체, 매일경제, 2024-03-23
10. ↑  이정현, 노브랜드, 코스닥 상장 예비심사 승인…IPO ‘스탠바이’, 2023-12-15, 이데일리
11. ↑  김경택, 노브랜드, 공모가 1만4000원 확정…13~14일 청약, 뉴시스, 2024.05.10